# Wouter II van Egmont
Wouter II van Egmont (1283 - 3 september 1321) was heer van Egmont.
Hij is een zoon van Gerard II van Egmont en Elisabeth van Strijen. Hij volgt zijn kinderloze broer Willem III van Egmont op als heer van Egmond.

Van Egmond huwt met Beatrijs van Doortogne, een kleindochter van Dirk I van Brederode. Ze krijgen vijf kinderen:
- Jan I van Egmont (ca. 1310-1369), zijn opvolger als heer van Egmond.
- Wouter van Egmond  ± 1314-????
- Yda van Egmond  ± 1317-1366
- Sophia van Egmond  ± 1319-????
- Gerrit (=Gerard) van Egmond  ± 1320-1398